# Ed Meijer
Egidius Wilhelmus Maria (Ed) Meijer (Heerlen, 31 december 1942) is een Nederlands politicus van de KVP en later het CDA.
Hij is afgestudeerd in de rechten en werd in 1973 burgemeester, destijds jongste burgemeester van Nederland, van de toenmalige Limburgse gemeente Nieuwenhagen als opvolger van Hub Vrouenraets die burgemeester van Schaesberg was geworden. In oktober 1978 volgde zijn benoeming tot burgemeester van de in noord Limburg gelegen gemeente Bergen. In 1987 werd Meijer burgemeester van Stein waar hij wederom de opvolger van Vrouenraets was. Daarnaast was hij in 1998 nog enige tijd waarnemend burgemeester van de gemeente Beek. In de zomer van 2004 ging Meijer vervroegd met pensioen waarmee een einde kwam aan zijn lange burgemeesterscarrière.